# Championnats d'Europe de cyclisme sur route 2000
Navigation
Édition précédente Édition suivante
Les Championnats d'Europe de cyclisme sur route 2000 se sont déroulés du 3 au 5 août 2000, à Kielce en Pologne. 

## Compétitions
| Vendredi 3 août - Femmes - moins de 23 ans, 22 km - Hommes - moins de 23 ans, 30 km | Dimanche 5 août - Femmes - moins de 23 ans, 107,1 km - Hommes - moins de 23 ans, 168,3 km |

## Résultats
| Compétitions             | Or                          | Temps                              | Argent                      | Temps  | Bronze                  | Temps  |
| Hommes - moins de 23 ans |                             |                                    |                             |        |                         |        |
| Course en ligne          | Graziano Gasparre Italie    | 3 h 51 min 47 s Moyenne 43,57 km/h | Stefan Adamsson Suède       | + 13 s | Lorenzo Bernucci Italie | m.t.   |
| Contre-la-montre         | Evgueni Petrov Russie       | 38 min 19 s Moyenne 46,98 km/h     | Paweł Zugaj Pologne         | + 9 s  | Dmitri Stemov Russie    | + 16 s |
| Femmes - moins de 23 ans |                             |                                    |                             |        |                         |        |
| Course en ligne          | Alessandra D'Ettorre Italie | 2 h 43 min 06 s Moyenne 39,4 km/h  | Mirella van Melis Pays-Bas  | m.t.   | Vera Carrara Italie     | m.t.   |
| Contre-la-montre         | Lada Kozlíková Tchéquie     | 31 min 23 s Moyenne 42,06 km/h     | Ceris Gilfillan Royaume-Uni | + 45 s | Nicole Brändli Suisse   | + 51 s |

## Tableau des médailles
| Rang  | Nation      | Or | Argent | Bronze | Total |
| ----- | ----------- | -- | ------ | ------ | ----- |
| 1     | Italie      | 2  | 0      | 2      | 4     |
| 2     | Russie      | 1  | 0      | 1      | 2     |
| 3     | Tchéquie    | 1  | 0      | 0      | 1     |
| 4     | Suède       | 0  | 1      | 0      | 1     |
| 4     | Pologne     | 0  | 1      | 0      | 1     |
| 4     | Pays-Bas    | 0  | 1      | 0      | 1     |
| 4     | Royaume-Uni | 0  | 1      | 0      | 1     |
| 8     | Suisse      | 0  | 0      | 1      | 1     |
| Total | Total       | 4  | 4      | 4      | 12    |